# Комити
Комити су припадници малих војних групација, наоружани чланови национално-ослободилачких комитета, или само националистичких. Још су се борци грчке Хетерије — као чланови национално-ослободилачког комитета у народу — називали комитама. Израз је након оснивања пробугарске ВМРО и ВМОРО везан углавном за борце, а затим колоквијално и за српске четнике, чланове српског револуционарног комитета основаног 1903. Убрзо се израз комита везао за герилце, што су борци разних комитета управо и били, па се сваки герилац ма које фракције и нације почео називати тим именом. Тако је за време Борбе за Македонију израз комита коришћен и за борце ВМРО (мада је и израз четници био у употреби), за српске четнике и за грчке андарте. Комитама су називани и српски одметници у Србији за време окупације 1915—1918. И у Црној Гори су герилци за време окупације називани комитама, (по многим ондашњим ауторима, устаници у Црној Гори су сами себе називали усташама, док је израз „комита” за њих касније наметнут, уосталом постоји и књига „Црногорске усташе”), али и одметничке чете након 1918. приврженици династије Петровића Његоша. Побуњеничке чете муслимана у Новопазарском санџаку такође су се називале комитама. Израз је коришћен и за четнике током Другог светског рата, као и за непредате четничке јединице након пораза покрета Драгољуба Михаиловића.

## Комити у Србији

### Комити у Првом светском рату
Након окупације Србије и репресалија, које су у првом реду спроводили Бугари, са циљем потпуне бугаризације јужне Србије, јача и жеља народа да пружи отпор. Крајем августа 1916. године Коста Миловановић Пећанац је од штаба Врховне команде српске војске добио задатак да дође на подручје Топлице и Јужне Мораве и да тамо организује обвезнике у војне формације. 15. септембра авионом се спушта у село Механе на Радан планини. У исто време потпоручник Коста Војиновић Косовац, у селу Лепосавић на Ибру, основао је Ибарско-копаонички комитски одред и почео борбу против Аустријанаца и Бугара. У исто време група Црногораца коју су чинили Тошко и Милинко Влаховић, Јован Радовић, Сава Радовић, Милан и Ђура Дрљевић и браћа Милић и Никола Лакићевић долазе на територију Косанице (Радан планина). Након састанка са Пећанцем отишли су у подручје Јабланице да организују четнички покрет, изузев Милана Дрљевића који је остао са Пећанцем. Коста Пећанац и Коста Војиновић су се почетком октобра 1916 год. састали у селу Гргуру и постигли споразум о даљем организовању четничког покрета.